# Коикэ, Рэйдзо
Рэйдзо Коикэ (яп. 小池 禮三 Коикэ Рэйдзо:, 12 декабря 1915 — 3 августа 1998) — японский пловец, призёр Олимпийских игр.
Рэйдзо Коикэ родился в 1915 году в Нумадзу префектуры Сидзуока.
В 1932 году на Олимпийских играх в Лос-Анджелесе Рэйдзо Коикэ завоевал серебряную медаль на дистанции 200 м брассом. В 1936 году на Олимпийских играх в Берлине он стал обладателем бронзовой медали на этой дистанции.
После Второй мировой войны Рэйдзо Коикэ возглавил Японскую федерацию плавания.